# Staffhorstsches Herrenhaus

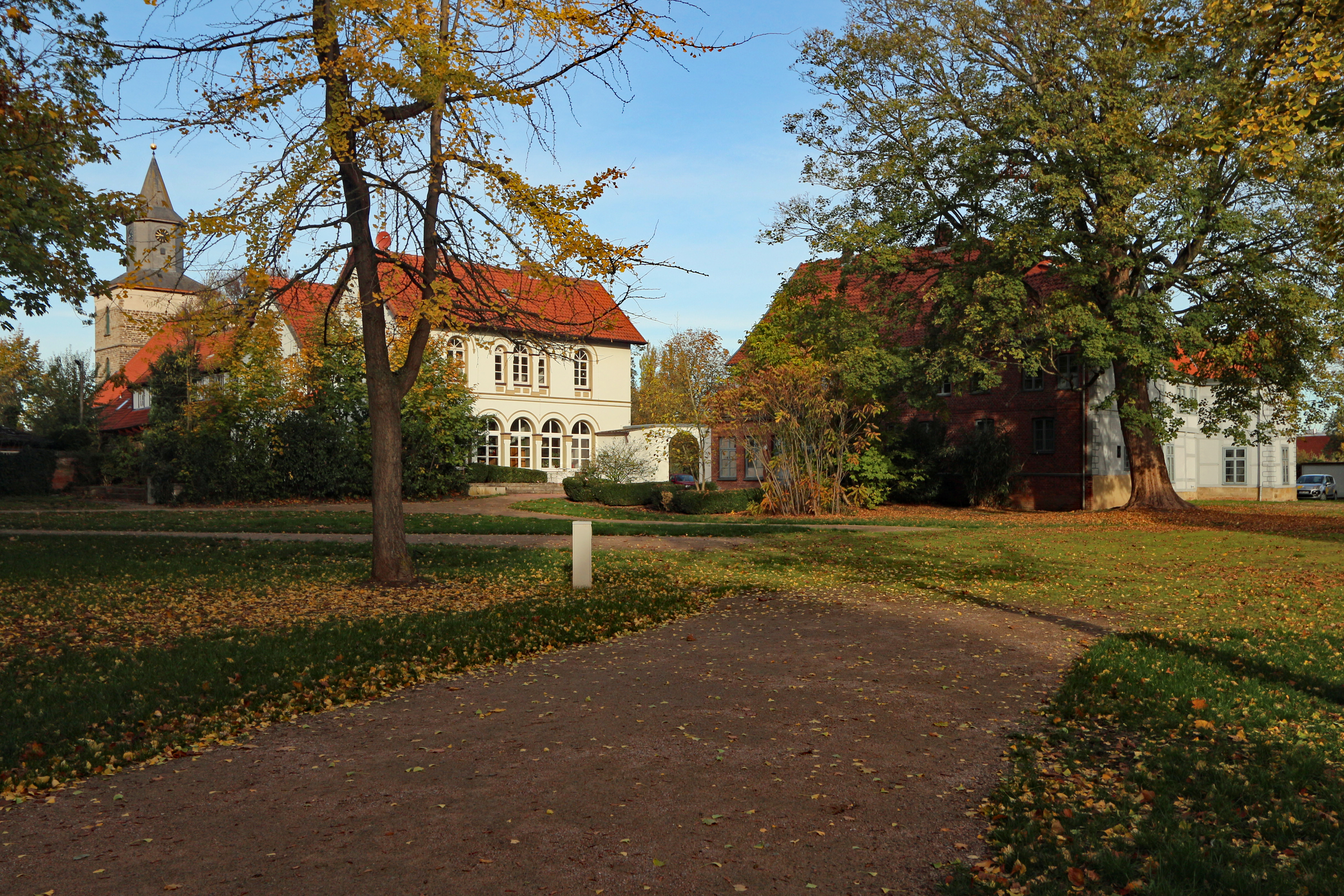
Staffhorstsche Herrenhaus

Das Staffhorstsche Herrenhaus, auch Staffhorst’sches Gutshaus genannt, in Hoya, Im Park 1, wurde im 17. Jahrhundert gebaut.

Das ortsteilprägende Gebäude ist aktuell das Heimatmuseum Grafschaft Hoya.
Das Gebäude steht unter Denkmalschutz (siehe auch Liste der Baudenkmale in Hoya).

## Beschreibung und Geschichte
Das zweigeschossige teils klassizistische traufständige Gebäude in Fachwerk mit Putzausfachungen und mit Satteldächern wurde wohl in der ersten Hälfte des 17. Jahrhunderts gebaut. Es war als Burgmannssitz das Stammhaus der Familie. Durch eine Erweiterung (Querbau) von um 1800 wurde die Westfassade geprägt. Weitere Anbauten entstanden 1830 an Ost- und Südseite.
Das Museum mit den heute als Wohnungen ausgebauten Marställen wurde 1983 eingerichtet und zeigt eine Dauerausstellung zu den Themen Hoya und die Weser, das Stadtmodell von Hoya nach dem Dreißigjährigen Krieg und zu den Grafen und Burgmannen. Weiterhin werden Wechselausstellungen zur Zeitgeschichte und Kunst ausgerichtet. Den auch von den Brüdern Grimm erwähnten berühmten Zwergen, die einen Vertrag mit dem Grafen von Hoya geschlossen haben sollen, wird eine Ausstellung gewidmet. Das Museum wird durch einen Verein betreut.
Den Park um das Herrenhaus ließ Gräfin Sophie von Bremer geb. von Staffhorst 1857/58 nach dem Muster des Georgengartens in Hannover anlegen; draus wurde der Bürgerpark Hoya.
Die Familie von Staffhorst ist eine niedersächsische Adelsfamilie, welche bereits 1189 urkundlich erwähnt wurde. Maria von Staffhorst zu Hoya (1482–1556) war die Schwiegermutter von Generalleutnant und Landdrost Cordt Plato von Schloen (1577–1650). Am alten Torpfeiler ist das Kleeblatt-Wappen der Familie Staffhorst zu sehen.
Das Niedersächsische Landesamt für Denkmalpflege befand: „geschichtliche und städtebauliche Bedeutung“.